# Ernst Georg Julius Hecht
Ernst Georg Julius Hecht (* 25. September 1775 in Halberstadt; † 22. Januar 1840 ebenda) war ein deutscher Jurist.

## Leben
Ernst Georg Julius Hecht wurde als zweiter Sohn eines Arztes und Privatgelehrten geboren; sein Bruder war der preußische Geheime Regierungsrat und Botaniker Gottfried Konrad Hecht. Er besuchte das Domgymnasium in Halberstadt und begann zu Ostern 1794 das Studium der Rechtswissenschaften an der Universität Halle. Von 1796 bis 1797 besuchte er die Universität Göttingen und kehrte anschließend nach Halberstadt zurück.
Nach der erfolgreich bestandenen Prüfung am dortigen Obergericht wurde er dort Auskultator und 1800 Referent am Obergericht.
Im neu errichteten Königreich Westphalen, dem französischen Satellitenstaat des Französischen Kaiserreiches wurden die Justizbehörden neu organisiert, zu denen das Obergericht in Halberstadt gehörte, so dass er 1808 eine Richterstelle beim Tribunal der ersten Instanz erhielt. Später wurde er zum Oberlandesgerichtsrat ernannt, bat jedoch am 20. Juni 1830 aus gesundheitlichen Gründen um seine Entlassung aus dem Staatsdienst.
Seitdem beschäftigte er sich ausschließlich nur noch mit historisch-antiquarischen Studien und unternahm auch im Dienste der Wissenschaft größere Reisen, so besuchte er die verschiedensten Gegenden in Deutschland, bereiste auch die Schweiz, Tirol, Holland, Belgien, Italien, Ungarn und Böhmen.
Er legte sich mehrere Sammlungen zu, die aus gedruckten und beschriebenen Büchern über die halberstädtische Geschichte, Verfassung, Geographie und Topographie, Landkarten, Plänen, Handzeichnungen, Bildnissen von denkwürdigen Halberstädtern, Urkunden, Handschriften von Chroniken, Siegeln und Siegelabdrücken und halberstädter Münzen bestanden.
Nach seinem Tode vererbte er die hecht'schen Sammlungen, zu denen auch die Klosterbibliothek und das Klosterarchiv des aufgehobenen Kloster St. Jacobi (Halberstadt) gehörte. Er war unverheiratet geblieben und vermachte die Sammlung seinem Neffen, dem Gerichtsrat Heine, mit der Auflage, diese weder aufzuteilen, noch zu veräußern, auch sollte bis 30 Jahre nach seinem Tod niemand Zutritt haben.
Durch den Erbgang erhielt die Familie Heine, die bereits den Grundbesitz des Klosters erworben hatte, auch die dazugehörigen Sammlungen. Später weigerte sich die Familie Heine die Sammlungen öffentlich zugänglich zu machen, wie auch im Testament verfügt worden war. Nach Ablauf der verfügten Zeit verkaufte sie 1882 einen Großteil davon. Teile sind heute im Hauptstaatsarchiv Hannover erhalten.